# Charanjit Singh
Charanjit Singh (Mairi, 22 februari 1931 - Una, 27 januari 2022) was een Indiaas hockeyer.
Singh speelde drie finales tegen Pakistan en verloor twee finales en won in 1964 olympisch goud.
Hij overleed aan een hartaanval op 90-jarige leeftijd.

## Resultaten
- 1960  Olympische Zomerspelen in Rome
- 1962  Aziatische Spelen 1962 in Jakarta
- 1964  Olympische Zomerspelen in Tokio